# شيكو بانكس
شيكو بانكس (بالإنجليزية: Chico Banks)‏ هو موسيقي أمريكي، ولد في 7 مارس 1962 في شيكاغو في الولايات المتحدة، وتوفي في 4 ديسمبر 2008.